# 横浜市立東鴨居中学校
横浜市立東鴨居中学校（よこはましりつ ひがしかもいちゅうがっこう）は神奈川県横浜市緑区鴨居にある公立中学校。城郷中学校並びに鴨居中学校から分離して設立された。

## 概要
校舎内がバリアフリーになっているが、元は老人ホームの予定だったためである。
自動販売機・公衆電話がある。

## 行事
- 体育祭
- 文化祭
- 合唱コンクール

## 主な進学高校
2005年度（平成17年度）からの学区撤廃以前は
鴨居地区居住者は『横浜北部学区』に、
東本郷、菅田地区居住者は『横浜東部学区』に属していた。
鴨居地区居住者の旧学区内県立高校は：
- 神奈川県立市ヶ尾高等学校
- 神奈川県立荏田高等学校
- 神奈川県立川和高等学校
- 神奈川県立霧が丘高等学校
- 神奈川県立新栄高等学校
- 神奈川県立田奈高等学校
- 神奈川県立白山高等学校
- 神奈川県立元石川高等学校
- 神奈川県立横浜旭陵高等学校

東本郷、菅田地区居住者の旧学区内公立高校は：
- 神奈川県立神奈川総合高等学校
- 神奈川県立岸根高等学校
- 神奈川県立港北高等学校
- 神奈川県立城郷高等学校
- 神奈川県立鶴見高等学校
- 神奈川県立鶴見総合高等学校
- 神奈川県立新羽高等学校
- 神奈川県立横浜翠嵐高等学校
- 横浜市立東高等学校

（総合高校、単位制普通科校を含む）